# فيفيان مراد
فيفيان مراد (12 يوليو 1980) هي مغنية لبنانية.
تجيد الغناء باللغات الفرنسية والإنكليزية والإسبانية والإيطالية بطلاقة بالإضافة الي العربية. البومها الغنائي الأول هو «فوق الكلام»، وهي عضوة مغنية في نقابة الفنانين المحترفين في لبنان.